# Angelica Bella
Angelica Bella, nata Gabriella Piroska Mészáros (Tiszalök, 15 febbraio 1968 – Nyíregyháza, 7 maggio 2021), è stata un'attrice pornografica ungherese, attiva tra il 1991 e il 2007.

## Biografia
Poco si sa della sua infanzia, l'inizio della carriera nella pornografia, secondo alcune fonti, sarebbe avvenuto mentre la futura attrice, allora poco più che adolescente, era impiegata presso un esercizio commerciale, una gelateria situata a Tiszalök, la sua città natale. Secondo altre fonti invece la sua carriera avrebbe avuto inizio in un negozio di abbigliamento che si affacciava su una via di Budapest, la Pop 64. Secondo tali fonti un cliente, dopo averla notata, ed essersi accorto della sua avvenenza fisica, le avrebbe proposto di posare come modella.
Nel febbraio 1990 prova ad entrare nel settore dell'hard ma non viene selezionata. Pochi mesi dopo, Nils Molitor decide di produrre dei film a basso costo e chiede ad un'agenzia locale di trovare una giovane donna: gli venne presentata una dozzina di loro, tra cui una ragazza ungherese di 20 anni, di nome Gabriella, che attirò la sua attenzione. Decide di affidarle i ruoli principali dei film, sotto lo pseudonimo di Katy Kay. L'attrice è naturale davanti alla telecamera e non si oppone alla realizzazione di alcune scene con atti perversi. Nel giro di pochi mesi, Nils la fa apparire in altri film che ha diretto in Germania. Da quel momento, la sua reputazione si diffonde e arriva nelle orecchie del regista tedesco Dino Baumberger che la inserisce nel suo film Les secrets de Mozart.
La sua attività di attrice pornografica ha conosciuto momenti diversi e discontinui, passati dividendosi tra produzioni italiane e produzioni ungheresi. Dopo aver incontrato sul set di una di tali pellicole Christoph Clark, venne presentata al regista Mario Salieri, con il quale successivamente realizzò le pellicole intitolate Roma Connection (film di mafia) e Tutta una vita (ambientato nella seconda guerra mondiale), con il nome d'arte di Gabriella Dari. Firma quindi un contratto esclusivo con gli studi di Tecnica Cinematografica specializzati in film per adulti cambiando il nome d'arte in quello di Angelica Bella, nome con cui poi sarà sempre conosciuta.
Negli anni seguenti lavorò per diverse produzioni, poi si reca negli Stati Uniti nel 1992 dove partecipa a dei film accanto ai grandi nomi del porno statunitense, come Tom Byron e Joey Silvera, tuttavia i film girati negli USA non ottengono grandi riscontri rispetto a quelli che ha girato in Europa. Nonostante ciò ha vinto il premio Hot d'Or per la migliore attrice nel 1993. In seguito al fallimento americano, l'attrice torna in Europa e continua a girare film pornografici per diversi studi italiani e tedeschi. Quando Cicciolina si ritirò dalle scene nel 1992 e Moana Pozzi morì nel 1994, Angelica Bella divenne l'attrice pornografica più popolare in Italia, e una delle dieci migliori attrici del genere in Europa.
Nel 2008 si ritirò dal settore per gestire il suo sexy shop online. Morì il 7 maggio 2021 come riportato dalla pagina Facebook della madre e come annunciato su di un sito di necrologi ungheresi dal fratello.

## Filmografia
- Roma Connection (1991) (come Gabriella Dari)
- Spritzende Colts (1991) (come Gabriella Jankov)
- The Anal-Europe Series 1: The Fisherman's Wife (1992)
- The Anal-Europe Series 2: Fantasies (1992)
- Casa d'appuntamento (1992)
- Eccitazione fatale (1992)
- Heidi, Heida 2 (1992) (come Keti Kay)
- Heidi läßt sie alle jodeln (1992) (come Keti Kay)
- Heidi, Teil 4: Mösleins-Bergwelt (1992) (come Keti Kay)
- Heidi, Teil 5, und die lustigen Spritzbuben der Berge (1992) (come Keti Kay)
- Inside Gabriela Dari (1992) (come Gabriella Dari)
- Le Professoresse di sessuologia applicata (1992)
- Tutta una vita (1992) (come Gabriella Dari)
- Fruit Cocktail (1993)
- Penetrazioni più profonde (1993)
- En viking i Budapest (1993) (come Gabriela Dari)
- La porno dottoressa (1993)
- Belle Angelica Bella (1994)
- Dirty Doc's Butt Bangers: Vol. 3 (1994)
- Dirty Doc's Butt Bangers: Vol. 16 (1994)
- Giochi anali delle porno sorelline, I (1994)
- Halsning från Budapest (1994)
- Private Film 16: Cannes Fantasies (1994)
- La Veuve de Buda-Fesse (1994)
- Perché alle donne piace prenderlo in culo (1995)
- Angel's Vengeance (1995)
- Bar Job (1995)
- Euroflesh 10: Rome After Dark (1995)
- Il frutto del peccato (1995)
- Kinky Villa (1995)
- Lezioni di pi...ano (1995)
- Peccati di culo (1995)

- Secrets of Mozart (1995) (come Kitty Kay)
- L'affare s'ingrossa: Peccati di culo 2 (1996)
- Angelica az örömkatona (1996)
- Grossi calibri al campo militare (1996)
- Tons of Cum 25 (1998)
- Anal X Import 18: France (1998)
- Boned from Behind (1998)
- Confessioni anali (1998)
- Foreign Fucks & Sucks (1998)
- L'incesto (1998) (anche Dirty Sisters)
- I peccati di una casalinga (1998)
- Intime Kammerspiele (1999)
- Pierino la peste 2 (1999)
- Perfect Asses (2000)
- Bad Hair Day (2001)
- The Best of Angelica Bella (2001)
- Chez Twat (2001)
- Private Casting X 27: Gili Sky (2001)
- Amiche di letto (2001)
- Extreme Fetish Flicks: 2 Dicks for 1 Hole (2002)
- Downtown Very Brown (2002)
- Private Lust Treasures 4 (2002)
- Veniteci dietro (2004)
- La signora degli uccelli (2004)
- Fotomodelle anali (2005)
- Ammucchiate anali (2006)
- Di dietro tutto (2006)
- Tutto in gola 2 (2006)
- Tutto in gola 3 (2006)
- Clip Tipp 60: Angelica Bella (2007)